# Crossostomus
Crossostomus – rodzaj ryb z rodziny węgorzycowatych (Zoarcidae).

## Klasyfikacja
Gatunki zaliczane do tego rodzaju:
- Crossostomus chilensis
- Crossostomus fasciatus